# Синдром Криглера — Найяра
Синдро́м Кри́глера—Найя́ра — сімейна форма вродженої гіпербілірубінемії, при якій відбуваються окрім жовтяниці тяжкі порушення центральної нервової системи (ЦНС), дегенерація базальних гангліїв. Це дуже рідке захворювання — її частота в світі складає 1:1 000 000.

## Етимологія
Синдром назвали на честь педіатрів Джона Філдінга Криглера і Віктора Ассада Найара, які першими у 1952 році описали клінічні випадки цього синдрому.

## Патогенез
Синдром спричинює дефект УДФ-глюкуронілтрансферази, що відповідає за кон'югацію білірубіну у печінковій клітині — гепатоциті. Внаслідок дефіциту цього ферменту непрямий білірубін не кон'югується в прямий. Розрізняють два типи хвороби:
- Синдром Криглера—Найяра І типу (КГ-І) успадковується аутосомно-рецесивно і характеризується повною відсутністю ферменту глюкуронілтрансферази. Проявляється вираженою жовтяницею з явним переважанням рівня непрямого білірубіну в крові безпосередньо після народження. Діти з таким типом синдрому швидко гинуть.
- Синдром Криглера—Найяра ІІ типу (КГ-ІІ, синдром Аріаса[3][4]) — успадковується аутосомно-домінантно і відрізняється від першого типу тим, що внаслідок «пом'якшеної мутації» спостерігають часткове зниження активності ферменту, так що білірубін значною мірою кон'югується і виводиться з організму. Жовтяниця проявляється на першому році життя або навіть в підлітковому віці. Прогноз при цьому типі для хворих відносно сприятливий.[5]

### Тип І
При синдромі Криглера—Найяра типу І активність ферменту відсутня взагалі або наявні лише її сліди. Мутація розміщена в екзоні 2-5 гену УДФ-глюкорунілтрансферази, спричиняє утворення неповноцінного ферменту, який швидко руйнується. Внаслідок цього порушується процес глюкуронування білірубіну, стероїдних гормонів і медикаментів. Тому концентрація некон'югованого білірубіну значно підвищується. Активність інших печінкових ферментів (амінотрансферази, γ-глутамілтранспептидази, лужної фосфатази) достатня, гістологія без особливостей. Жовч хворих майже безбарвна. При цьому типі синдрому не вдається досягти активації ферменту при прийомі ензимоіндукторів (фенобарбітал, рифампіцин, рифаксимін). Накопичений білірубін метаболізується дуже повільно і елімінується з калом в занадто малих об'ємах. У сечі уробіліноген не визначають.

### Тип II
На противагу до першого типу при типі ІІ залишкова активність УДФ-глюкуронілтрансферази становить 10-20 % від норми. Відповідальний за цей дефект гену уражає також УДФ-ГТ1-ген (існує понад 10 відомих форм мутації). Деякі форми можуть приводити до подібних І типом порушень кон'югації гормонів і медикаментів. Рівень некон'югованого білірубіну в крові підвищується при ІІ типі не так сильно. За допомогою фенобарбіталу можна підвищити активність ферменту і досягти рівня білірубіну в крові до 50 мкмоль/л/год. Як і при І типі розміри печінки і гістологія без особливостей.

## Клінічний перебіг
Синдром Криглера—Найяра типу І проявляється безпосередньо після народження вираженою гіпербілрубунемією, яка при відсутності регулярного лікування призводить до розвитку ядерної жовтяниці з обтяжуючими неврологічними пошкодженнями.
Синдром Криглера—Найяра типу ІІ перебігає не так агресивно. Ядерна жовтяниця є рідким явищем. В подальшому житті жовтяниця і виражений свербіж шкіри можуть відчутно погіршити якість життя.

## Лікування
Проводять з врахуванням типу і ступеня виразності хвороби. При типі І дуже важливим є ранній початок лікування.
Етіологічне лікування полягає у вирішенні питання про трансплантацію печінки. При ІІ типі фенобарбітал, як єдиний на сьогодні ефективний печінковий індуктор ферментів для щоденного прийому, може допомогти знизити рівень білірубіну.

### І тип
Консервативна терапія синдрому Криглера—Найяра типу І базується на трьох ступенях:
- постійна щоденна фототерапія променями блакитного спектру;
- прийом тінпротопорфірину, препарат знижує активність гемоксигенази;
- прийом карбонату кальцію і фосфату кальцію (підвищую секрецію некон'югованого білірубіну у кишечнику).

При такому лікуванні можна подовжити тривалість життя і сповільнити розвиток неврологічних ускладнень, що дасть можливість провести трансплантацію печінки якомога раніше. В експериментальній фазі знаходиться алогенна трансплантація клітин печінки.

### ІІ тип
Лікування типу ІІ досягається через щоденний прийом невеликих доз фенобарбіталу. Шляхом посилення ферментативної активності ферменту УДФ-глюкуронілтрансферази рівень білірубіну в крові може знижуватися до того рівня, що дає можливість людині жити досить повноцінним життям.